# Rychnów (Grande-Pologne)
Pour les articles homonymes, voir Rychnów.
Rychnów est une localité polonaise de la gmina de Blizanów, située dans le powiat de Kalisz en voïvodie de Grande-Pologne.